# エル・タルフ県
エル・タルフ県（アラビア語: ولاية الطارف El Taref）は、アルジェリアの県。県都はエル・タルフ。その他の都市として、エル・カラ国立公園の玄関口である港町のエル・カラがある。

## 隣接する県
- ジェンドゥーバ県
- スーク・アフラース県
- ゲルマ県
- アンナバ県

## 下位行政区画
7つの地区（ダイラ）と24のコミューンからなる。